# Ad Astra Rocket Company

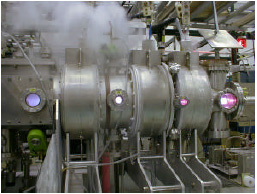
Тестування вакуумна камера, що містить 50 кВт VASIMR, працює в ASPL в 2005—2006 роках

Ad Astra Rocket Company  «Ракетна компанія Ад-Астра»  — американська компанія реактивного руху, що займається розвитком передових технологій плазмових ракетних двигунів. Розташована в м. Вебстер, штат Техас, в 5 кілометрах від Космічного центру імені Ліндона Джонсона НАСА. Компанія була зареєстрована 14 січня 2005 року. Президент і головний виконавчий директор «Ad Astra Rocket Company» колишній астронавт, доктор Франклін Чанг-Діас. Компанія працює над концепцією Діаса створення ракети з електромагнітним прискорювачем зі змінним питомим імпульсом (Variable Specific Impulse Magnetoplasma Rocket), відомим під скороченням «VASIMR». Від «VASIMR» очікується ряд переваг в порівнянні з нинішніми конструкціями ракет на хімічних двигунах та використання для доставки вантажів на місяць, дозаправок у космосі і досягнення ультра-високих швидкостей для далеких космічних польотів.
«Ракетна компанія Ад-Астра Коста-Рики» (AARC CR) є дочірньою компанією «Ad Astra Rocket Company». «AARC CR» була утворена в 2005 році. Розташована в близько 10 км на захід від міста Ліберія, столиці провінції Гуанакасте, на території студентського містечка Університету EARTH (англ. Earth University).. 13 грудня 2006 в коста-риканська команда AARC згенерувала свою першу плазму. Після розлогого тестування наземного 200-кіловатного блоку «VASIMR» в 2014 р. компанія націлилася на випробування двигуна для трирічної космічної місії.

### Історія
«VASIMR» є проєктом ракети, яка використовує плазмові ракетні двигуни. Чанг Діас розробив концепцію «VASIMR» у 1979 році, після дисертаційних досліджень ракетних двигунів у Массачусетському технологічному інституті. Після того як він став астронавтом у 1980 році, Чанг Діас входив до складу семи різних місій шатлів, установивши космічний рекорд разом з астронавтом Джеррі Л. Росс. Після виходу на пенсію в 2005 році з НАСА, Чанг Діас заснував «Ad Astra Rocket Company» для розробки та комерціалізації технології «VASIMR».

### Двигун на 200 кВт
«Ad Astra Rocket Company» розробила «VX-200», повномасштабний прототип двигуна «VASIMR», призначений для наземних випробувань. Компанія успішно протестувала прототип у вересні 2009 року. Після випробування компанія почне підготовку до «VF-200-1», першого польотного модуля. Технологія «VASIMR» може бути корисною в найближчому майбутньому для міжпланетних космічних подорожей. Спроектований «VASIMR» буде здатний знизити час польоту із Землі до Марса до менш ніж чотирьох місяців, тоді як нинішні хімічні ракети дозволяють пролетіти цю відстань за вісім місяців в одну сторону, що робить місію в обидві сторони тривалістю більше 2 років. Атомний двигун «VASIMR» може скоротити час польоту в обидві сторони до п'яти місяців, а меншого масштабу ракети на двигунах з живленням від сонячної енергії можуть виводити супутники на різні орбіти і доставляти вантажі на Місяць.
Станом на жовтень 2010 року компанія прагнула запропонувати технологію для безпілотного вантажного космічного корабля, який би допоміг «навести лад в постійно зростаючій проблемі з космічним сміттям».
Станом на липень 2012 року під час тестів з «VX-200» виявлено збільшення на десять відсотків ефективності на проміжних рівнях питомого імпульсу, що вказує на здатність оперативної версії зменшити час польоту і збільшити масу корисного навантаження. Поліпшення ефективності були досягнуті за рахунок поліпшення проектування критичних компонентів двигуна, налаштування потужності частоти роботи системи і модернізацію програмного забезпечення, яке контролює двигун під час запуску і злету
В березні 2015 року НАСА вибрало низку компаній для роботи над 12 проектами передових космічних технологій, в числі яких розробка VASIMR.